# Polônia nos Jogos Olímpicos de Verão de 1924
A  Polônia estreou nos Jogos Olímpicos de Verão de 1924, em Paris, na França.

## Medalhistas
- Prata: Józef Lange, Jan Lazarski, Tomasz Stankiewicz, Franciszek Szymczyk - Ciclismo, equipe masculina de perseguição
- Bronze: Adam Królikiewicz - Hipismo, salto individual